# Lysakia
Lysakia, monotipski biljni rod iz porodice kupusovki (Brassicaceae), čija je jedina vrsta L. rostrata, iranski endem. Vrsta je prvi puta opisana 1849. kao Parlatoria rostrata. 
Rod je opisan 2018.

## Sinonimi
- Cryptospora rostrata (Boiss. & Hohen.) Fenzl
- Parlatoria rostrata Boiss. & Hohen., bazionim.